# Santiago de Calatrava
Santiago de Calatrava er en by og kommune i det sydlige Spanien i provinsen Jaén. Den har et indbyggertal på 657 (2024) indbyggere.